# Sleep Has Her House
Pour plus de détails, voir Fiche technique et Distribution.
Sleep Has Her House est un film expérimental de 2017 tourné, écrit, produit, réalisé et monté par le cinéaste gallois Scott Barley. Comme plusieurs de ses précédents courts métrages, Sleep Has Her House a été tourné sur un iPhone. Il comporte également des photographies et des images dessinées à la main par l'artiste.
Le film est considéré comme faisant partie du mouvement du cinéma lent. Le film ne comporte aucun acteur ni dialogue,.

## Synopsis
Dans un monde apparemment dépourvu d'êtres humains et habité par seulement quelques animaux sélectionnés, une présence indéfinie se manifeste, incarnée par le vent. Il traverse la vallée, le lac et les bois, ne laissant que des morts mystérieuses dans son sillage. Alors que la nuit s'installe, les forces surnaturelles à l'œuvre transcendent le naturel, avec des conséquences apocalyptiques.

## Fiche technique
Sauf indication contraire, les informations mentionnées dans cette section peuvent être confirmées par la base de données cinématographiques IMDb,  présente dans la section « Liens externes ».
- Titre : Sleep Has Her House
- Réalisation : Scott Barley
- Scénario : Scott Barley
- Musique : Scott Barley
- Photographie : Scott Barley
- Montage : Scott Barley
- Production : Scott Barley
- Sociétés de production : Scott Barley
- Société de distribution : Scott Barley (international)
- Pays d'origine :  Royaume-Uni
- Langue : anglais , pas de dialogue
- Format : couleur - 1.33:1 -  Tourné sur IPhone 6 Plus - Son Dolby Digital
- Genre : Cinéma expérimental, Film d'horreur
- Durée : 90 minutes

## Production
Sleep Has Her House a été réalisé par Scott Barley, qui était également le producteur, le directeur de la photographie, le concepteur sonore et le monteur du film. À l'origine , Sleep Has Her House n'a pas été conçu pour les festivals de cinéma ou Internet. Le premier brouillon du film avait une durée de quatre heures et était prévu comme une installation où les spectateurs seraient les bienvenus - selon les propres mots du réalisateur - "faire une sieste" pendant sa projection. Barley a finalement décidé de retravailler le film sous une forme consommable plus condensée pour Internet et plus tard pour les festivals,.
La photographie principale a été prise sur un iPhone et a eu lieu en 2015 et 2016 au Pays de Galles et en Écosse, la post-production étant achevée parallèlement à la production en cours pendant seize mois. Certaines des séquences du film consistent en jusqu'à soixante plans distincts assemblés de manière invisible en post-production, qui, dans certains cas, ont pris des mois à rendre. Le film a été achevé en décembre 2016.

## Distribution
Sleep Has Her House a été créée le 1er janvier 2017 avec le lancement du service de streaming Tao Films,. En avril 2017, le film est lancé sur la plateforme de VOD en ligne, Kinoscope.
En 2018, Scott Barley est devenu l'unique distributeur et détenteur des droits. Le film a été mis à disposition à l'achat en téléchargement HD sur son site Web, scottbarley.com.
Un Blu-ray en édition limitée accompagné d'un livre d'essais sur le film est sorti le 20 avril 2021. Le Blu-ray comprenait deux courts métrages, Hinterlands et Womb qui ont été tournés et montés au cours de la même période. Le livre comprenait des essais de Scott Barley ainsi que de réalisateurs et d'universitaires d'Europe, d'Amérique, d'Asie et d'Australie, avec une préface de l'historienne de la culture Nicole Brenez. Le Blu-ray s'est vendu en moins de 24 heures.
Le 20 avril 2023, une deuxième édition Blu-ray est sortie.

## Accueil

### Accueil critique
James Slaymaker de MUBI Notebook a écrit: «Comme le grand Jean-Marie Straub, Scott Barley crée des images saisissantes en nous ramenant aux bases du cinéma, le monde naturel, mais en l'abstrayant par des moyens profilmiques en réduisant le paysage à des formes pures et basiques [ . . . ] Si Sleep Has Her House évoque d'abord les paysages expressionnistes de Peter Hutton, Victor Sjöström et Jean-Marie Straub, l'apocalypse formelle de son acte final rappelle la cacophonie numérique souillée du Léviathan de Lucien Castaing-Taylor et Véréna Paravel. En retirant son cinéma de tout sens traditionnel du récit, du personnage et même de l'unité temporelle/spatiale, Barley nous invite à voir le monde - et l'image cinématographique - à nouveau. Sleep Has Her House est un rappel vital que les abstractions visuelles les plus puissantes peuvent être créées à travers quelque chose d'aussi simple que la couleur changeante du ciel reflétée dans l'eau, et le choc le plus choquant peut provenir d'un changement d'objectif.» 
En regardant le film, le romancier américain Dennis Cooper a écrit: «J'ai réalisé combien de temps s'était écoulé depuis qu'un nouveau film m'avait à la fois rempli d'émerveillement absolu et satisfait mes envies les plus profondes de cinéma lui-même. Cela m'a fait me demander: ‘Où suis-je?' de la manière la plus précise et la plus pleine d'espoir.»
Le film a ensuite été nommé dans le sondage des meilleurs films Sight & Sound de 2017. En votant, l'écrivain et critique de cinéma Tom Charity a décrit le film comme: «L'heure et demie la plus mémorable dans le noir cette année, un film de paysage ténébreux qui se métamorphose entre la réalité et le cauchemar, le cinéma et le rêve.» 
Début 2018, Sleep Has Her House a été nommé pour le meilleur film, le meilleur premier long métrage et le meilleur réalisateur dans The Village Voice.
En 2020, l'historienne du cinéma Nicole Brenez a cité Sleep Has Her House comme l'un des meilleurs films de la décennie. En écrivant la préface du livre qui accompagnait le Blu-ray en 2021, Brenez écrivait:  «Et soudain, par le film de Barley, l'artiste arrache ce voile de Maya, résistant aux flammes de la présence "barbare ", pour reprendre l'adjectif de Jean Epstein, c'est-à-dire une présence nouménale, non phénoménale. au contraire parce qu'ils sont radicalement minimalistes dans leur réalisation comme dans leur conception, les films de Scott Barley possèdent un pouvoir visionnaire. A l'image de ces artistes du négatif, comme William Blake qui, en observant les astres, avait pressenti l'existence de l'antimatière bien avant que la physique ne puisse l'envisager, Scott Barley nous offre des images de ce qui est là mais que, par ignorance ou par angoisse, nous avons muté en absence.»

### Distinctions
Sleep Has Her House a reçu le prix du meilleur film par le jury officiel du Festival international du film documentaire et expérimental de Fronteira à Goiânia, au Brésil,.
En 2022, le film a reçu deux votes comme l'un des dix plus grands films de tous les temps dans le sondage mondial décennal de Sight and Sound,,.